# Ascitendus austriacus
Ascitendus austriacus är en svampart som först beskrevs av Réblová, Winka & Jaklitsch, och fick sitt nu gällande namn av J. Campb. & Shearer 2004. Ascitendus austriacus ingår i släktet Ascitendus och familjen Annulatascaceae. Arten är reproducerande i Sverige. Inga underarter finns listade i Catalogue of Life.